# Кирил (име)
Вижте пояснителната страница за други значения на Кирил.
Кирил е българско мъжко име. Произлиза от гръцкото име Κύριλλος, Кирилос, което идва от Κύριος, господар или Господ. В България именият ден на Кирил е 11 май – Денят на Свети Кирил и Методий.
Към края на 2009 година Кирил е осемнадесетото по разпространеност мъжко име в България, носено от около 34 000 души (0,92% от мъжете).